# Tabaquera xinesa

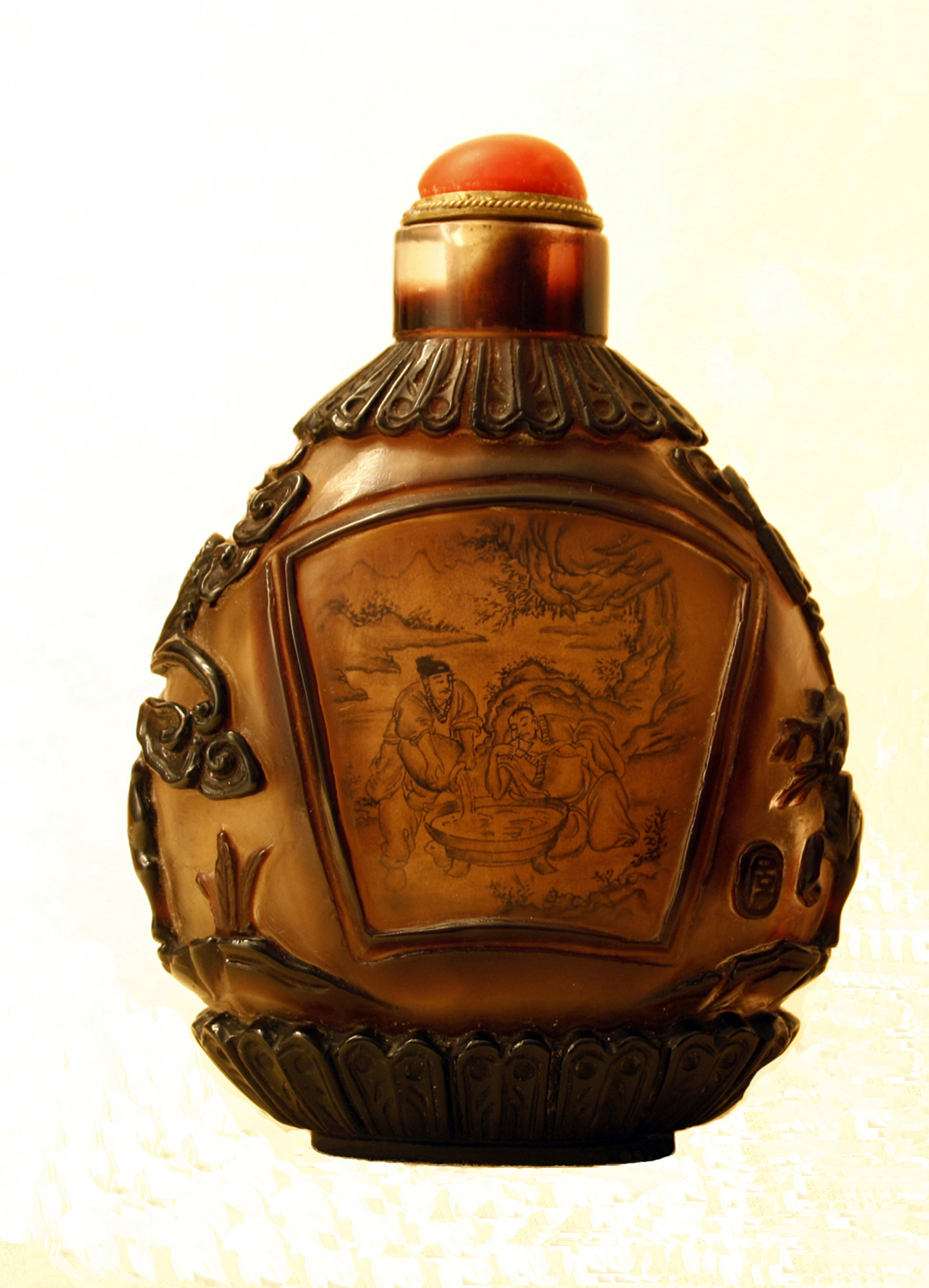
Tabaquera xinesa conservada al Museu de Miniatures de Besalú

Una tabaquera xinesa és un tipus de tabaqueres en forma d'ampolletes molt ornamentades sovint de vidre, ambre, ivori o porcellana… que contenen rapé (tabac molt i aromatitzat per consumir per via nasal). Tenen un cos globular i un coll allargat, la boca del qual es tanca amb un tap o botó on hi ha subjectada una espàtula d'ivori o de banya per prendre el rapé.

## Història
Es varen començar a realitzar a la Xina de finals del segle xvi inicis del segle xvii, durant la dinastia Qing (1644-1911). El seu ús es va difondre ràpidament entre les classes socials altes.

## Catalunya
Al Museu de Miniatures i Microminiatures de Besalú es conserva un exemplar de vidre marró de la dinastia Qing, té 11,9 cm d'alçada. La peça està esculpida en alt relleu en els laterals del cos amb dos motius, una rata-pinyada a la part superior i un cérvol a l'inferior. La rata-pinyada pels xinesos és símbol de bons auguris. El cérvol podria evocar la pau, la solitud o la melangia. A la base de la peça hi ha esculpida una orla amb motius florals de fulles, que es repeteix al costat del coll.
El tap és de pasta de vidre vermell sobre una anella daurada. El treball escultòric és molt acurat, això es pot observar en la suavitat dels volums i la regularitat de la superfície del cos de la peça.
L'obra té pintades a l'interior dues representacions centrades, una per cara, de dos paisatges amb figures masculines. A més hi
trobem pintat el segell, signatura de l'autor, el qual també es troba esculpit a l'exterior.